# Mashhadī Ḩasanlū
Mashhadī Ḩasanlū (persiska: مشهدی حسن لو) är en ort i Iran.   Den ligger i provinsen Östazarbaijan, i den nordvästra delen av landet, 500 km nordväst om huvudstaden Teheran. Mashhadī Ḩasanlū ligger 577 meter över havet och antalet invånare är 230.
Terrängen runt Mashhadī Ḩasanlū är kuperad åt nordväst, men åt sydost är den bergig. Runt Mashhadī Ḩasanlū är det ganska glesbefolkat, med 39 invånare per kvadratkilometer. Närmaste större samhälle är Osgelū, 17,8 km öster om Mashhadī Ḩasanlū. Trakten runt Mashhadī Ḩasanlū består i huvudsak av gräsmarker.